# Крістін Коллінз (веслувальниця)
Крістін Коллінз (англ. Christine Collins, 9 вересня 1969) — американська академічна веслувальниця.
Бронзова призерка Олімпійських Ігор 2000 року в складі парної двійки легкої ваги.
Чемпіонка світу 1994 (розпашня четвірка без стернової легкої ваги), 1995 (розпашні двійки без стернової легкої ваги), 1996 (розпашні двійки без стернової легкої ваги), 1998 (парні двійки легкої ваги) років, срібна призерка 1999 року в складі парної двійки легкої ваги, бронзова призерка 1991 року в складі розпашної четвірки без стернової легкої ваги.